# Port lotniczy Resolute
Port lotniczy Resolute (IATA: YRB, ICAO: CYRB) – port lotniczy położony w miasteczku Resolute, na terytorium Nunavut w Kanadzie.

## Linie lotnicze i kierunki docelowe
- Canadian North (Arctic Bay, Grise Fiord, Iqaluit, Pond Inlet[2])
- Kenn Borek Air
  - Unaalik Aviation (Grise Fiord[3])

## Wypadki lotnicze
- 20 sierpnia 2011 – Boeing 737-200 (C-GNWN) linii First Air podczas obsługi lotu 6560 rozbił się podczas podejścia do lądowania na lotnisko Resolute. Zginęło 12 osób, a trzech przeżyło[4].